# Championnats de France de patinage artistique 1964
Navigation
Championnats de France 1963 Championnats de France 1965
Les championnats de France de patinage artistique 1964 ont eu lieu à la patinoire olympique de Boulogne-Billancourt pour 4 épreuves : simple messieurs, simple dames, couple artistique et danse sur glace.

## Podiums
| Épreuves                            | Or                                      | Argent                             | Bronze             |
| Messieurs résultats détaillés       | Alain Calmat                            | Robert Dureville                   | Philippe Pélissier |
| Dames résultats détaillés           | Nicole Hassler                          | Denise Neanne                      | Geneviève Burdel   |
| Couples résultats détaillés         | Micheline Joubert / Alain Trouillet     | Noëlle Santerne / Yves Le Théry    | -                  |
| Danse sur glace résultats détaillés | Ghislaine Bertrand-Houdas / Pierre Brun | Brigitte Martin / Francis Gamichon | -                  |

## Détails des compétitions
(Détails des compétitions encore à compléter)

### Messieurs
| Rang | Nom                |
| ---- | ------------------ |
| 1    | Alain Calmat       |
| 2    | Robert Dureville   |
| 3    | Philippe Pélissier |
| ...  |                    |

### Dames
| Rang | Nom              |
| ---- | ---------------- |
| 1    | Nicole Hassler   |
| 2    | Denise Neanne    |
| 3    | Geneviève Burdel |
| ...  |                  |

### Couples
| Rang | Nom                                 |
| ---- | ----------------------------------- |
| 1    | Micheline Joubert / Alain Trouillet |
| 2    | Noëlle Santerne / Yves Le Théry     |

### Danse sur glace
| Rang | Nom                                     |
| ---- | --------------------------------------- |
| 1    | Ghislaine Bertrand-Houdas / Pierre Brun |
| 2    | Brigitte Martin / Francis Gamichon      |

## Sources
- Le livre d'or du patinage d'Alain Billouin, édition Solar, 1999